# Заборављен (филм)
Заборављен је јужнокорејски мистериозни трилер у режији Јанг Ханг-јунa . Главне улоге тумаче Канг Ха-нул, Ким Му-јол, Мун Сунг-кун и На Јонг-хи .

## Радња
Ђин-сок је младић који прича о свом старијем брату, Ју-соку, и томе како му се диви. Вози се са својом мајком, оцем и братом у нови дом.
Ђин-соку у њиховом новом дому ствари делују помало чудно, али ипак није сигуран због чега. У кишној ноћи, он је свједок отмице Ју-сока, кога отмичари стављају у кола и одлазе непознатим путем. Враћа се кући и пада у несвест. Након што је прошло је 19 дана од отмице његовог брата, он се изненада поново појавио код куће једне ноћи. Он говори Ђину да се не сећа ничега што му се десило у тих 19 дана, а породица верује да је Ју изгубио памћење због стреса.
Међутим, Ђин почиње да уочава промене у личности и понашању Ју-сока и њихових родитеља. Схвата да његови родитељи и брат нису онакви каквима их је сматрао (то јест, да уопште нису његова права породица и да чак и не личе на њих). Успева да побегне из куће и људи који су били у њој, и након што је угледао полицијски ауто на улици дозива у помоћ.
Говори официру да има 21 годину, своје име и број социјалног осигурања и да га држе у заточеништву људи који се претварају да су његова породица. Полицајци му не верују. Када га питају која је текућа година, он одговара да је то 1997; међутим, полицајац му показује календар који приказује да је прошло двадесет година од 1997. и да је тренутно 2017. година. Ђин заправо има 41. годину..
Шокиран,Ђин гледа унаоколо и уочава полицајаца који чита нешто на свом таблету и делинквентне тинејџере који у станици снимају видео на паметном телефону; као и вести које теку на ЛЕД ТВ-у у станици, у којима су приказани тренутни јужнокорејски председник Моон Јае-а и председник САД-а Доналд Трамп како се састају у Сеулу. Најшокантнији тренутак је када себе види у огледалу и схвата да више нема младалачко лице 21-годишњег дечка, већ остарело лице 41-годишњег мушкарца. Ђин напушта полицијску станицу, збуњен, али га истог момента киднапује група која га је држала у заточеништву, предвођена младићем који се претварао да је његов старији брат.
Човек говори Ђину да су пре двадесет година једна девојчица и њена мајка брутално убијене у свом дому. Није било никаквих трагова нити осумњичених, а случај је застарео. Међутим, породица жртава је ангажовала једног младића да пронађе њиховог убицу, а након дуге истраге он открива да је Ђин-сок убица. У флешбековима се, док младић прича, показује како је Ђин био отет и мучен да би дошли до његовог признања, али да је он све време тврдио да је невин. Психијатар, који је укључен у веома сложену истрагу, сматрао је да је Ђин-сок имао потиснуто сећање о догађају јер је он био превише за његову психу, толико да га је његов мозак потпуно блокирао.
Приказано је како детективи ангажују психијатра да хипнотише Ђина како би се вратио у прошлост до свог последнјег лепог сећанја из 1997. године, тврдећи да ако тим може поново да га проведе кроз догађаје из ноћи у којој се догодило убиство, Ђин би могао да се присети својих потиснутих успомена и открије младићу шта се заправо десило. Све је ишло по плану све до кишне ноћи на почетку филма, када је Јин помислио да је видео Ју-сокову отмицу; испоставило се да је младић заправо био ухапшен због преваре и других прекршаја, и да је био одсутан 19 дана јер је толико дуго био у затвору. Тим је покушао поново да рекреира ноћ убиства, али нису могли јер од претходног није падала киша па су наставили да одуговлаче чекајући следећу кишну ноћ.
Младић говори Ђину да вероватно не верује свему што је управо чуо, међутим Ђин му говори да заиста верује у све, осим у то да је некога убио. Ђин бежи из комбија тако што искаче из њега у току вожње. У потери која је уследила, младић доживљава удес док јури за Ђином и наизглед је мртав. Ђин одлази, али судбина ипак доводи до тога да га у следећем тренутку удара аутомобил насумичног возача. Возач излази да провери стање Ђина и позове полицију како би пријавио несрећу. Док лежи на земљи, Ђину се враћају сећања из 1997. године.
У сећању из 1997. године, он је приказан у сцени са почетка филма; у колима је, само што се овога пута вози са правом мајком, оцем и старијим братом. Одједном доживљавају саобраћајну несрећу што он од тада потискује као сећање. Његови родитељи су погинули, а брат му налази критичном стању. Након шест месеци, очајнички му је потребан новац за Ју-соков опоравак, а доктор му говори дањеговом брату хитно треба операција; ипак тада су била посебно тешка времена у Јужној Кореји, која је погођена азијском финансијском кризом 1997. године. Он одлази на једну од интернет чет просторија које су постојале 1997. године да би нашао посао и одмах добија поруку од анонимне особе која му говори да ће му платити да убије једну жену.
Анонимни човек Ђину говори адресу и даје му кључеве од куће, и упутства да само да убије жену, а децу остави живе. У ноћи када је планирао да обави убиство, Јин одлази у кућу, али одмах схвата да није у станју да почини такво дело. Хтео је да изађе, али га је жена угледала и почела је да вришти. Ђин покушава да јој објасни да је погрешио и да ће отићи ако буде тиха. Поново креће ка илазу, али га види мала девојчица како држи велики кухињски нож. Она такође почиње да вришти, а мајка покушава да је смири док Ђин виче на нњу да престане да вришти, али она не престаје. Јин убијаја и њу и мајку. Након што је сишао низ степенице Ђин је кренуо ка излазу, али у том тренутку мали дечак излази из спаваће собе и пита где су му мајка и сестра. Ђин говори дечаку да оде у кревет и изброји до сто, десет пута. Дечак ради онако како му је речено, и кад Ђин коначно почне да напушта кућу, он види породични портрет на зиду и открива да је то породица доктора његовог брата.
У зору се Ђин састаје са анонимним човеком, који је заиста лекар његовог брата, и бесан је. Жели да зна зашто је доктор наручио убиство своје породице. Лекар објашњава да је због тога што је желео да спречи да његова деца изгубе кров над главом због финансијске ситуације; да је узео вишеструке полисе осигурања за своју жену и да је Ђин требало само да убије жену и остави децу неповређену. Говори Ђину да ће пошто је убио његову ћерку, Ју-сок такође умрети. Настаје борба и доктор случајно пада са руба крова на којем су били.
Следи сцена где се Ђин буди у болници након удеса. Мистериозни младић који је истраживао убиство такође је преживео саобраћајну несрећу и налази се у истој болници. Човек открива да је он био само мали дечак када је видео како Ђин убија његову мајку и сестру. Говори Ђину како су његови рођаци након смрти мајке и сестре узели сав новац и он је одрастао у сиротишту. Он пита зашто Ђин није убио и њега, и да ли је убиства организовао његов отац у кога је сумњао након што је открио полисе осигурања своје мајке. Узрујани Ђин, који је повратио све своје потиснуте успомене на тај догађај, говори младићу да је све било само његов план, али младић му не вјерује.
Након што је сазнао да је у ствари починио убиства, Ђин извршава самоубиство у својој болничкој соби са отровном иглом која је испала младићу; истовремено се младић суочава са убиствима своје породице, и након тога такође извршава самоубиство тако што скаче са болничког прозора.

## Улоге
- Канг Ха-нул као Ђин-сок
- Ким Му-јол као Ју-сок
- Мун Сунг-кун
- На Иунг-хи
- Ли Донг-Ђин
- Ли Сунг-ву
- Ион Ђе-хунг

## Продукција
Снимање је започето 11. марта 2017, а завршено је 8. јуна 2017. За радњу филма, Ђанг Ханг-ђун био је инспирисан причом коју му је испричао пријатељ, о томе како је његов рођак напустио кућу на месец дана, а када се вратио чинило се да је био сасвим друга особа. Ђанг је такође био инспирисан француском народном причом Плавобради .

## Приказивање
Филм је објављен у Јужној Кореји 29. новембра 2017.
Након локалног издања, Заборављен је објављен на Нетфликс-у и доступан је у 190 земаља.